# フリーダムガンダム
フリーダムガンダム (FREEDOM GUNDAM) は、テレビアニメ『機動戦士ガンダムSEED』以降のコズミック・イラ作品に登場する架空の兵器。作中世界で普及している人型ロボット兵器「モビルスーツ」 (MS)  のひとつであり、『SEED』の劇中後半から登場する主役機である。バッテリー動力が主流のC.E.のMSのなかでは核動力を本格的に採用した高性能機で、ザフト（プラント国防軍）の新型として配備前だったところを、ヒロインであるラクス・クラインに導かれた主人公のキラ・ヤマトによって奪取され、ザフト・地球連合軍のどちらにも属さない第3勢力に所属して戦う。
メディアや関連商品では「フリーダムガンダム」と公称されるが、作品世界内では、同作のほかのガンダムタイプ同様に固有名の「フリーダム」と呼称される。
本項では、続編となるテレビアニメ『機動戦士ガンダムSEED DESTINY』に登場するストライクフリーダムガンダムや、アニメーション映画『機動戦士ガンダムSEED FREEDOM』に登場するライジングフリーダムガンダムといった後継機についても解説する。

## デザイン・設定
後述する後継機たちを含めて大河原邦男が担当した。監督である福田己津央が提出したデザインコンセプトは、前半主役機の「ストライクガンダムがもつ3種のストライカーパック（追加装備）「エールストライカー」「ソードストライカー」「ランチャーストライカー」を1機のMSにまとめ上げ、なおかつ機能を使い分けるごとにシルエットが変化する」というものだった。イメージが明確であったがゆえ、大河原に渡された発注メモ（この時点では空を飛べないという設定であった）と決定稿の概要にはそれほど差がないものの、福田の要望を聞いた大河原は当初「格好が悪くなりますよ」と進言した。その後、デザイン作業で改稿が繰り返されていくうちにソードストライカーの要素は影を潜め、いつしか両腰の装備であるレールガンへと変化した。このレールガンに設定された「サイドアーマーからの変形機能」と、背部の翼に練り込まれた「一番単純な方法で派手に展開する」というデザインは大河原のアイデアであり、もっとも工夫した点であるとされる。翼のデザインにあたっては、大河原が『ガンダムSEED』以前に携わったゲーム用キャラクターのデザインをヒントに、紙製の立体試作を用いて機構の検証が行われている。
大河原は、自身が勇者シリーズにおいてデザインで参加していたことを踏まえ、アニメ側でメカの魅力を上手く引き出す演出がなされていたと評している。
命名
味方のMSの名称は福田が決定しており、脚本家の吉野弘幸によれば、初期の段階では「ファイアーガンダム」といった名称も考えられていたとされるが、吉野から「監督、そこはもう少し中二病的にカッコいい名前にしましょう」と進言されたという。
福田は当初『機動戦士ガンダム』の資料に目を通していたときに、同番組用として最初に考えられていた名称は「フリーダムファイター」であったことに思い当たり、このことから当時「10号」と仮称していた後半主役MSの名称に「フリーダム」を用いようと考えるに至った。福田の考えでは戦争や兵器に対してかなり皮肉を込めた命名であったが、シナリオ会議の場においては「語呂が悪い」という理由で全員が反対したという。しかしながら、福田は全員が反対したがゆえにこの語句を名称に用いることを決定した。
作中の設定で「フリーダム」と命名したのはパトリック・ザラとされているが、吉野と特殊設定担当の森田繁は「開発の現場では別の呼ばれ方をしていたのではないか」と理論武装していたとされる。
ハイマットフルバースト
当初、大河原による設定画稿のフリーダムには、一斉射撃形態のフルバーストモードと高機動形態のハイマットモードの2種類の画稿が存在していたが、アニメ作中では両形態を併用した作画がなされた。この形態は放送当時に発売された関連商品では再現されず、2004年に発売されたガンプラ「MG（マスターグレード） 1/100 フリーダムガンダム」で初めて再現されている。なお、模型書籍などではこの形態を「ハイマットフルバースト」とも呼称するが、2011年時点のプラモデルの説明書などではこちらも「フルバーストモード」と記述される。一方、2020年時点のバンダイの商品説明では「ハイマットフルバースト」の呼称が使用されているものも確認できる。
人気
『FREEDOM』の上映期間中に「SEEDシリーズ」公式サイトで実施された人気投票イベント「機動戦士ガンダムSEEDシリーズ グランプリ2024」のMS・MA部門で、2位となった『FREEDOM』主役機のマイティーストライクフリーダムガンダムを上回る1位を獲得した。
備考
『SEED』最終回の約1週間前に発売されたアルバム『機動戦士ガンダムSEED ORIGINAL SOUNDTRACK3』には「フリーダム自爆」という曲が収録されているが、実際に最終回に自爆するのは兄弟機のジャスティスガンダムであった。これは、続編『機動戦士ガンダムSEED DESTINY』の制作が決定したことが影響にあるとされる。

## 設定解説
ザフトが鹵獲した地球連合軍の初期GAT-Xシリーズ（G兵器）のデータをもとに開発された核機動MS。パトリックの勅命のもとで極秘に開発計画が進行し、X09AとともにC.E.71年4月1日にロールアウトした。同日、プラント最高評議会議長に就任したパトリックによって「ナチュラルに“正義”の鉄槌を下し、コーディネイターの真の“自由”を勝ち取る最終決戦の旗印」と位置付けられ、「自由」（フリーダム）という名を与えられた。
G兵器を奪取したザフトは、フリーダムを連合軍との対MS戦闘を想定した高性能機として完成させた。ザフト統合設計局を形成する主要3局が合同で開発に当たった「ZGMF-600 ゲイツ」をベースとしつつ、ザフトの技術にG兵器から入手した新技術（高出力ジェネレーター、ビーム兵器、PS装甲など）を取り入れて開発が行われた。本機の高いパフォーマンスは、ザフトの最新技術と連合軍のG兵器の技術が融合することで初めて成り立ったとされる。
ゲイツは設計段階ではかなり高性能な機体でありながらも、量産面の問題で止むを得ず切り捨てた部分が多い機体であった。これに対して、ジャスティスとともにオンリーワンの機体として計画されていた本機は技術者が望んだままの姿で実現されることとなった。なお、その主任務はプラント防衛戦での使用や抑止が主眼となっているものの、専用運用艦であるエターナルとの連携により遠征も可能としている。
全領域の戦闘環境下において単機で多数の敵機と相対することを目的としており、単独での大気圏突入から高機動空中戦への移行を可能とする高い適応能力と汎用性をもちながらも、マルチロックオンシステムを駆使した火器などにより複数の敵機を同時に無力化することが可能。
従来のMSでは考えられない多数の火器と大火力を有しており、これほどの武装が盛り込まれたMSはC.E.戦史上空前であるが、一方で宇宙空間・大気圏内の両方で超高機動MSでもある。これによって本機は攻防両面において傑出した性能をもち、単独で戦局を左右する威力を秘めた当代最強のMSといえる。
傑出した性能ゆえに操縦も非常にむずかしく、その性能を最大限に引き出すには、単独で多数の敵機と相対した場合における錯綜した状況を瞬時に把握・判断し複雑な機動を予測する高度な空間認識能力を備えつつ、本機の複雑なシステムを運用し使いこなすことができるという、コーディネイターのなかでも特に優れた能力が必要とされる。
「ナチュラルを排し純然たるコーディネイターだけの世界構築」というパトリックの理想を実現させる尖兵となるはずのフリーダムであったが、地球連合軍統合作戦本部を攻撃目標とした「オペレーション・スピットブレイク」の発動と時期を同じくし、ラクス・クラインの手引きのもとでキラ・ヤマトに奪取された（本来の搭乗予定者が誰であったのか定かではないが、特務隊の隊員もしくはザラ派と呼ばれる最高評議会議員のナンバー2であったエザリア・ジュールの息子イザーク・ジュールだったのではないかと思われている）。キラは、高性能ゆえに操縦が困難とされるフリーダムを自在に操り、高度な状況認識能力を有するキラの巧みなコントロールは武装の威力を最大限に発揮、その技量と相まって本機の戦闘能力は桁違いに高いものとなっている。

### 機体構造
G兵器の技術をもとに設計された本機は、初期GAT-Xシリーズに用いられた「X100系フレーム」と類似した可動域を有している。全体的な構造は非常にシンプルかつ洗練された形状であり、人型汎用兵器であるMSのひとつの到達点と言える。
頭部
これまでのザフト機の意匠を脱してG兵器に酷似した形状となり、マルチロックオンシステムの使用に必要な敵機捕捉と戦況把握を的確に行うための高性能メインカメラやセンサーを備えている。額には10号機であることを表す「DIECI」（ディエチ）というイタリア語表記がある。
胴部
胸部上面にコックピットハッチを備える構造などにジャスティスとの共通性があるが、全体的には本機専用の設計である。エアインテーク・ダクト上部にはマルチセンサーを備える。
腹部に核エンジン、腰部にニュートロンジャマーキャンセラー (NJC) を配置することで、装置の効果範囲内に動力炉を収めている
腰部左右の装甲は「ウエストガード / クスィフィアス・バインダー」と呼ばれ、左右それぞれ1門ずつの「MMI-M15 クスィフィアスレール砲」を装備している。この部位の上部分には、左右で計2本の「MA-M01 ラケルタ・ビームサーベル」を携行しており、マニピュレーターに位置が近いため円滑な使用が可能であった。腰背部装甲にはビームライフル用のマウントラッチが備えられている。
コックピット
ジャスティス、プロヴィデンスなどが属する初期ZGMF-Xシリーズ共通の規格となっており、従来のザフト機にはないG兵器からの影響がうかがえる。多くの新機能を備えた結果として操縦が複雑化し、コーディネイターでも特別なセンスをもつ優れたパイロットでなければ機体性能を十分に発揮できないとされる。
メインモニター
全天周囲モニターを備えた高い視認性を特長とする。シート周囲は球形の外殻状となっており、攻撃時や高速機動中の衝撃を和らげる役目を担っている。
座席
機体の傾きと連動して傾斜する機構を備えている。
キーボード
座席の左背面に備わる。これを用いて戦況やパイロットの好みに応じた細かいOS調整を行うことが可能となっている。
メインパネル
ゲイツ改が備えていた火器管制システム「NWQ403-E」をさらに改良したプログラムが実装されており、複数の火器を連携して扱いつつ10機の標的を同時かつ正確に捕捉可能な、単体のMSとしては過剰ともいえる能力を有するマルチロックオンシステムが搭載されている。この機能の搭載に伴い、メインパネル中央には全周囲の状況を映し出し敵機の位置を把握するための立体型表示パネルが設置された。これにより戦況をより正確に見きわめ機体の戦闘能力を最大限に発揮できるようになっているが、マルチロックオンシステムの真価を引き出すにはパイロットの技量が大きく影響し、コーディネイター内でも特に優れた反応速度が求められる。
核エンジン
NJCによる動作保障のもとでMHD発電を行う小型大出力の原子力発電機関で、「正義」（ジャスティス）と「自由」（フリーダム）の名にふさわしい絶対的な力の意味を込めて搭載されている。また、このエンジンをフルスペックで稼働するための新型OSも開発されている。
NJC自体はC.E.71年初頭に完成していたが、中心的開発者であり穏健派のプラント評議員でもあるユーリ・アマルフィは、息子のニコルが戦死するまでシステムの実用化に難色を示していた。なお、核動力機のプロトタイプである（ドレッドノート）の開発研究はシーゲル・クラインの評議長在任時から行われていたが、これら機関の実装は軍部の独断によるものである。
弾薬や推進剤などは依然として有限であるものの、核エンジンからの電力供給が得られたことで稼働時間はほぼ無制限となり、武装の大幅な出力向上やPS装甲の常時展開による鉄壁の防御をも実現した。
本機とジャスティスは、核エンジンの採用で使用可能となった新技術の試験運用機としての側面も備えており、ここで蓄積された技術は後年の開発されたMS群にフィードバックされ、その性能を飛躍的に向上させることになる。
メインブースター
背部中央上下に備えられた噴射ノズルは最大527,000kgもの推力を発生し、これだけで地球環境下を自在に飛行可能な能力をもつ。
能動性空力弾性翼 (Active Aeroelastic Wing)
内蔵された小型スラスター群の推力とコンピューター制御によって形状と角度を変化させる左右5対の可変翼を用いて姿勢制御を行う。大気圏内では空力制御を行い、宇宙空間では重心制御に用いることで、航空機以上の急旋回・急制動能力を発揮可能。さらに「M100 バラエーナプラズマ収束ビーム砲」を両翼に各1門ずつ挟み込む方式で保持しており、長大な砲身の影響による機体バランス悪化を抑える「バラエーナ・バインダー」としての役割も果たしている。可動域の広いジョイントアームによって背部に接続されており、翼の位置を緻密に調整することが可能。
放熱用の「ラジエーターフィン」としての機能も有しており、翼の内部には温度の安定機能をもたせ、表面には排熱用の特殊加工を施すことで、宇宙空間の激しい温度変化に対応している。さらにバラエーナの発射熱を翼に逃がすことで排熱効率を向上させ、プラズマ収束時に発生する余剰電力を粒子化して外部に放出する機能をもたせている。
腕部
肘部分にスライド式分割装甲を備えて対弾性を向上させるなど、X100系フレームにはない独自の改善を行っている。マニピュレーターの可動は人間の手とほぼ同様の動きをすることが可能。
ショルダーガードの内側には姿勢制御用スラスターを備え、大気圏内外での運動性向上を実現している。
腕部側面の着脱式カバーにはハードポイントを備える。肘のアームガードにはシールド用のマウントラッチを備える。
脚部
脛部分はX100系フレームと同様にスライド装甲を採用し、足首の可動域にアンクルガードを備えることでそれぞれ対弾対策としている。
足裏はG兵器に近い形状をしており、内蔵された小型スラスターで飛行中の姿勢制御などを行う。脛後面部分のレッグブースターには、出力を最大限利用するためのカバーが併設されている。

### 武装
本機とジャスティス用に試案されていたレールガンやビーム兵器などの武装には、PS装甲との併用に関して早くから疑問点が浮上していた。そのためこれらは本体の性能向上を最優先として開発を進行しつつ、武装機器の開発は本体とは別の局によって進められていた。その状況下で、「YFX-600R 火器運用試験型ゲイツ改」での武装の試験運用が行われたが、結果は思わしいものではなく、のちの核エンジン搭載の流れへと繋がった。
本機は射撃戦用武装を主体として、得意とする距離や特性がそれぞれ異なる多彩かつ強力な火器群を各部に備えており、これらを状況に応じて使い分けることで近-中距離における対MS戦闘をはじめとしたあらゆる戦況に対応することが可能である。これらの武装群は、既存のザフト製MSを大きく超える攻撃力を発揮するものであり、対MS戦闘で無類の強さを誇ったとされる。
MMI-GAU2 ピクウス76mm近接防御機関砲×2
マイウス・ミリタリー・インダストリー (MMI) 社製の頭部機関砲。接近する敵MSの分散や、対空防御・牽制目的で使用される。名称である「ピクウス」（キツツキ）の啄ばみのような速射性を発揮し、地球連合側の「75mm対空自動バルカン砲塔システム イーゲルシュテルン」以上の口径と威力によって、戦闘機や戦闘ヘリを直接撃墜することも可能。
MA-M20 ルプスビームライフル
GAT-Xシリーズ用のビームライフルを上回る威力に加えて、取り回しと連射性能にも優れるマティウス・アーセナリー (MA) 社製ビーム砲。ジャスティスのライフルと色違いの同型装備。
「中距離戦闘用の兵装で大出力ビームを発射する」「核エンジンからの電力供給が続く限り撃ち続けられる携帯型ビームライフル」「ザフト製では最も早く実用化されたビームライフルであり、核エンジンからの電力供給によってG兵器のビームライフルを凌駕する出力を持つ」とした資料もある。戦後に開発されたセカンドステージMSの元型ともいえるものであり、それら最新機のものと比較しても遜色ない威力をもつ。
ストライクのビームライフルを参考にしたと思われており、形状は似通っている。ゲイツ改と同時に完成していた武装であり、PS装甲と併用した試験運用では予備バッテリーを使用しても機体の稼働時間が10分に満たないほど電力消費量が激しかった。この結果から、一時は性能を引き下げるか採用を見送ることが検討されたが、その直後に決まった核エンジンの搭載により、予定通りの性能で採用されることとなった。
MA-M01 ラケルタビームサーベル×2
同じG兵器のデータを参考に開発されたMA社製の接近戦用武装。バクゥ、ラゴゥ用のビームサーベルを経て、核エンジンからの電力供給により、G兵器のものよりはるかに高出力の装備となっている。2本のサーベルの柄同士を連結させることで、両端からビーム刃を放出する「アンビデクストラス・ハルバード」形態としても使用可能。
対ビームシールド / ラミネートアンチビームシールド
ジャスティス用のものと色違いである手持ちの防御装備。ローラシア級戦闘艦などの装甲素材の技術を転用した軽量かつ超硬度の対ビーム用処理済のシールドとするもの、ラミネート装甲素材を用いたとするものが存在する。ビーム兵器の威力を無効化しきれないPS装甲の弱点を補うために装備されている。その防御力は密着状態で放たれた大出力ビーム砲の直撃をほぼ無効化するほど。常時展開されたPS装甲に加え、このシールドの存在によって鉄壁の防御力を得るに至った。脇にはビームライフルの銃口を挿入するためのガンポートを備えている。
MMI-M15 クスィフィアスレール砲×2
デュエルのアサルトシュラウド用装備である「115mmレールガン シヴァ」を発展させた、折り畳み式電磁砲。また、可動式のスラスターユニットとしても機能する。展開時の砲身全長が原型装備よりも長くなったことで、より高速での発射が可能となっており、ランチャーストライクの火力に匹敵するとされる。
広い射角と膨大な携行弾数を有し、マルチロックオンシステムとの連携によう広範囲攻撃が可能。多くの戦闘ではサイドスカートの固定装備として使用される兵装であるが、デザインにおいてはバレルから側面に展開するグリップも用意されている。
レールガン自体はG兵器がもたらしたビーム兵器によって主力武装の座を奪われるものの、MMI社の技術陣はビーム兵器に対して高い防御能力を有する「ラミネート装甲」が一般化した戦闘における対艦船攻撃用武装としての重要性や、連射性を活かした複数の標的への同時攻撃能力の高さなどを理由に、本機への当武装の搭載を押し切った。
M100 バラエーナプラズマ収束ビーム砲×2
本機の武装中、最大の射程と破壊力をもつ大口径・大出力ビーム砲。戦艦並みといわれるその破壊力はカラミティの「125mm2連装高エネルギー長射程ビーム砲 シュラーク」を上回り、1門でランチャーストライクの「320mm超高インパルス砲 アグニ」に匹敵するとされる。
核エンジンの搭載決定に伴い追加が可能となった兵装のなかで、開発陣が真っ先に採用しようとした武装。2発の発射でゲイツ改が停止するほどの電力消費量の問題で事実上の失敗作の烙印を押されていたが、核エンジン搭載による再度の発射試験で改めて威力を証明され、一度は搭載許可を取り付けた。しかし、当時のMS設計局と武装機器の設計局は反目しあっており、MS本体の設計局から「その砲身の大きさが原因となり機体全体のバランスが崩れるのではないか」という意見も上がったが、機械工学の権威でもあったユーリ・アマルフィは「姿勢制御用の能動性空力弾性翼に、挟み込む形で砲身を保持させる」という案を持って仲裁を行い、MSの頂点ともいえる本武装の採用が実現された。

### フルバーストモード
バラエーナとクスィフィアス、右手に保持したビームライフルを加えた全5砲門で一斉射撃を行う態勢であり、最強ともいえる破壊力を発揮しつつ、複数の敵を同時かつ精密に狙撃可能なマルチロックオンシステムの能力が最大限に活かされる状態である。その制御には、並みのコーディネイターでは扱いきれないほどの複雑な操作が必要とされる。
「フルバーストモード」という呼称は『DESTINY』放送時に設定されたもので、『SEED』放送時には「全キャノン展開形態」と記述した資料もある。

#### 高機動空戦モード
ハイマットモード
背部に装備された左右5対の能動性空力弾性翼を広域展開し、これらをリアルタイムで動作させることで姿勢制御を行い、機動性および旋回性を大幅に向上させる形態。ほかのMSには真似できない動きが可能。英字表記である「High M.A.T. mode」とは「High Maneuver Aerial Tactical Mode」の略称。
この形態で高機動戦闘を行いながら全砲門一斉射撃を行うことを「ハイマット・フルバースト」と呼び、これにより発生する熱量の処理とマルチロックオンシステムによる狙撃と連携した姿勢制御に高機動空戦モードの能力が重要な役割を果たしている。特に大気圏内での連続した一斉射を行う際は、プラズマが拡散しやすく重力を考慮した弾道の軌道修正のために発生する熱量が増大するため、翼の展開が必須となっている。キラの能力であればフルバーストモードによって10機以上の敵機を同時に捕捉することも可能とされている。

### 劇中での活躍
| 機動戦士ガンダムSEED | 機動戦士ガンダムSEED |
| 話数 | 概要 |
| --- | --- |
| PHASE-34 | ザフトによる「オペレーション・スピットブレイク」が発動し、地球連合軍統合作戦本部が置かれているアラスカ基地「JOSH-A」への大規模奇襲侵攻が開始される。その報を聞いてアークエンジェルの仲間を救おうとしたキラ・ヤマトに対し、ラクス・クラインはザフトが保管していた本機を託す。 |
| PHASE-35 | ザフトによる「オペレーション・スピットブレイク」の攻撃目標を事前に察知していた地球連合軍は、おびき寄せた敵を大量破壊兵器「サイクロプス」で一気に殲滅することを狙い、代替の効くMS以外の戦力やユーラシア連合軍やアークエンジェルなど一部の「厄介者」を囮として残し、この時既にアラスカ基地を放棄していた。 プラントを脱出して地球へと向かったキラのフリーダムは、戦闘が行われているアラスカ上空に降下して戦闘に介入し、撃破される寸前であったアークエンジェルを救出する。アークエンジェルを追い詰めていたイザーク・ジュール搭乗のデュエルも圧倒し、相手の四肢を切断して無力化する。その後、アークエンジェルを護衛しつつ戦場を離脱する。 |
| PHASE-37 | アークエンジェルとともにオーブ連合首長国に入港し、修理されたストライクに搭乗したムウ・ラ・フラガと模擬戦闘を行う。 |
| PHASE-38～40 | 「オーブ解放作戦」と銘打った地球連合軍のオーブ侵攻に対抗すべく、ストライクダガーで構成される敵のMS部隊と交戦。このときに連合軍が追加投入した「フォビドゥン」「レイダー」「カラミティ」に追い詰められるが、プラント本国から駆け付けたアスラン・ザラのジャスティスに救われ、2機による連携で相手を圧倒する。しかし、相手の圧倒的物量差の前にオーブは陥落し、ジャスティスとともにオーブ軍宇宙戦艦クサナギに乗って宇宙へと脱出する。 |
| PHASE-42 | ラクスとアンドリュー・バルトフェルドたちがザフトから奪取した新造艦「エターナル」の敵陣突破を援護し、L4に位置するスペースコロニー「メンデル」でアークエンジェルやクサナギとの合流する。 |
| PHASE-43～46 | 地球連合軍のアークエンジェル級2番艦ドミニオンとの戦闘に参加し。ジャスティスとの連携攻撃で敵を一時撤退に追い込む。 メンデル内部にて、ムウのストライクを圧倒していたザフトのラウ・ル・クルーゼが駆る専用ゲイツを破壊し、撤退に追い込む。 クルーゼ隊旗艦ヴェサリウスから射出されたフレイ・アルスターが乗るポッドを救助しようとするが、その隙を突いたカラミティたちの攻撃で頭部を破壊され、ポッドはもドミニオンに奪われる。 |
| PHASE-47～50 | 地球連合軍によるプラント本国への総攻撃が行われるなか、プラントに迫る核ミサイル群を、ミーティアを装備した本機とジャスティスが撃墜する。 地球を直接滅ぼそうとするパトリックの暴挙を止めるために戦略兵器「ジェネシス」の破壊に向かう途中、アスランのジャスティスを先行させて、クルーゼが駆るプロヴィデンスとの決戦に臨む。ドラグーン・システムを駆使した相手の攻撃で損傷しながらも、ビームサーベルで敵のコックピットを貫いて撃破する。直後に発射されたジェネシスのγ線レーザーとプロヴィデンスの爆発に巻き込まれて大破し、残骸同様となりながらもキラは生還する。                                                                          |
| 機動戦士ガンダムSEED DESTINY | |
| PHASE-13 | ラクスやモルゲンレーテ社のスタッフによって修復され、オーブで隠棲中のキラたちの邸宅の地下に隠匿されていた。また修復の際に得られたデータは、ファクトリーにおけるストライクフリーダムの開発にも活用されている。オーブでラクスたちと隠遁生活を送っていたキラたちの家に隣接する海岸に、最新鋭水陸両用MS「アッシュ」で構成されるラクス暗殺を目的としたザフトの特殊部隊が上陸し、迎撃を決断したキラの手によって再び起動する。 キラのいまだ衰えない戦闘能力もあって、敵を即座に無力化する。 |
| PHASE-14 | ユウナ・ロマ・セイランとの望まない政略結婚を強いられつつあったカガリを拉致するかたちで結婚式場から連れ去り、トダカ一佐をはじめとしたオーブ軍の意図的な無視という協力を得て、アークエンジェルとともに離脱する。 |
| PHASE-22～23 | ダーダネルス海峡におけるザフト艦ミネルバ対オーブ軍艦隊と地球連合軍ファントムペインによる合同艦隊との戦いに介入し、ストライクルージュに搭乗したカガリからオーブ軍に対する戦闘停止と撤退の呼びかけを補助するが、カガリを偽物と決めつけるユウナの指示によって戦闘は再開され、本機はミネルバ側のインパルスとグフイグナイテッド、ファントムペイン側のカオス、アビス、ガイアを無力化していくも、結局は両陣営痛み分けというかたちで戦闘は中断する。 |
| PHASE-26 | ラクスとバルトファルドが搭乗するシャトルの宇宙への発進を援護すべく、空戦用MS「バビ」や砲戦用MS「ガズゥート」の部隊で構成されるザフトの大舞台を無力化し、追撃の手を封じるために基地施設をレール砲で破壊する。 |
| PHASE-28 | ジブラルタルを目指すミネルバ対連合・オーブ合同艦隊との再戦に介入し、再度説得に現れたカガリのルージュを撃墜しようとしたインパルスの攻撃を阻止し、割って入ったアスランのセイバーの四肢をサーベルで切り刻み、続いて襲ってきたカオスを返り討ちにする。 |
| PHASE-32 | ベルリンの街を破壊するステラ・ルーシェ搭乗のデストロイを止めるために駆け付け、敵の護衛を務めるネオの専用ウィンダムを撃墜後にアークエンジェルに回収させる。インパルスに搭乗するシンの呼びかけで正気に戻りかけたステラが本機を見たことで再度暴走し、やむを得ずビームサーベルで撃墜する。 |
| PHASE-34～35 | ミネルバとウィラード隊によるエンジェルダウン作戦での猛攻を受けるアークエンジェルを逃がすべく奮戦するが、キラの「コックピットを狙わない」という操縦の癖を研究したシンのインパルスの戦術に不利を強いられ、アークエンジェルがミネルバにロックオンされたことに気を取られた一瞬にレーザー対艦刀「エクスカリバー」に胴体を貫かれ撃墜される。エクスカリバーが衝突する寸前にキラがとっさに原子炉閉鎖ボタンを押したために核エンジン爆発という最悪の事態は免れるが、機体はボディの一部分を残し大破する。なおキラはかろうじて生存し、カガリに救出される。                                                                                        |
| 機動戦士ガンダムSEED C.E.73 Δ ASTRAY | |
| 「SEEDシリーズ」の公式外伝である『機動戦士ガンダムSEED C.E.73 Δ ASTRAY』の第3話「フリーダム」でのカガリを誘拐事件では、本作の主人公であるアグニス・ブラーエが搭乗するMS「デルタアストレイ」が救出に向かうが、相手のMSを捕捉したその瞬間にデルタアストレイの頭部へ向けて砲撃が放たれる。続く第4話では、この一件はキラによるものだと明かされる。 | |

### ZGMF-X10A FREEDOM(OKAWARA coloring Ver.)
腰部左右のレール砲および胸部のインテーク・ダクトと首周りの部分が、紫がかったグレーで彩色された、大河原邦男版ともいえるカラーリングのフリーダムガンダム。月刊ホビージャパンで連載された『機動戦士ガンダムSEED MSV』の最終回において、「ヴェルヌ35A/MPFM」とともに掲載された。

### リアルタイプカラー
『SEED』20周年記念として大河原邦男によってデザインされた。

## 実物大フリーダムガンダム立像
フリーダムを設定通りの全高18.03メートルで建造した立像モデル。RX-78-2 ガンダム・RX-0 ユニコーンガンダムに次いで3機めとなるバンダイナムコグループオフィシャルの実物大立像であり、初めて日本国外（中国・上海「三井ショッピングパーク ららぽーと上海金橋」）に建造、2021年4月28日より、前述の商業施設にて正式に展示を開始。なお立像なので自立歩行・飛行はできない。
背部の複合可変翼の先端には着地用のランディング・ギアを装備しているが、これは今回の実物大立像を建造するにあたって新規に設定されたギミックである。また機体の装甲にはカトキハジメが新規にデザインした新規マーキングを施している。

## ストライクフリーダムガンダム
C.E.73年を舞台とする『機動戦士ガンダムSEED DESTINY』に登場。
『週刊ザテレビジョン』2005年36号に掲載されたサンライズ設定制作部による誕生秘話によれば、フリーダムを超えるMSであるということを外観で示すためにフォルムにマッシブな意匠を取り入れ、フレームを金色にし、火力が増強されたことを示すためビームライフルを2つ装備させたとコメントしている。
また、竹書房刊『PERFECT ARCHIVE 機動戦士ガンダムSEED DESTINY』におけるサンライズ設定制作のインタビューによれば、ストライクフリーダムの金色の関節は初期案で金色の新型フリーダムと銀色の新型ジャスティスを出すアイデアがあった名残なのだという。加えて、チーフメカ作画監督を務めた重田智は「METAL BUILD　ストライクフリーダムガンダム」発売時のインタビューにおいて、「当初監督の福田は機体のパワーが全開になった際に全身黄金になる演出を想定していたが、他のロボット作品とアイデアが類似してしまう事から後の黄金の関節が設定付けられた」と明かしている。
また、『DESTINY』で設定制作に参加したバンダイの馬場俊明はインタビューに際し、ビームライフルを連結させるための銃尻の回転機構を考案した旨を語っている。
なお、『DESTINY』劇中に登場する以前に発表されたメディアではスーパーフリーダムガンダムとされていたものが、現行の名に変更された。劇中ではフルネームが呼称されたのは第39話における初出撃のシークエンス程度で、『FREEDOM』後半に登場する改修機「ストライクフリーダムガンダム弐式」「マイティーストライクフリーダムガンダム」、および『FREEDOM』前半に登場する正式採用機「ライジングフリーダムガンダム」と総じて、勢力を問わずに単に「フリーダム」と呼ばれる。
設定解説
フリーダムの直接の後継機。ザフトの計画によると、量産した本機の大部隊による圧倒的火力によって敵を殲滅する運用思想が構築されていた。開発時期は旧フリーダムと同じであるが、新規に搭載予定のドラグーン・システムと新型高機動スラスターの開発が予定より遅れたため、完成が戦争終結までに間に合わなかった。その後、発効したユニウス条約に違反していた本機は、既に完成していた機体の組立てから開発・設計に至るデータを封印された。しかし、封印されていたデータはターミナルが鹵獲した（この際、ザフト統合開発局のサーバからは、本機のデータは削除された）。
ターミナルは、さらに深い混迷を続けるザフト・地球連合の対立がフリーダムをもってしても対抗しきれないという最悪の状況を打開するために自前の兵器開発製造拠点「ファクトリー」で本機の再開発を行った。開発には旧フリーダムの運用データを投影し、キラ・ヤマトの搭乗を前提とした再設計が施され、さらにセカンドステージシリーズなどの最新技術をも取り入れられている。この技術によって、本機はZGMF-Xシリーズでありながらセカンドシリーズの傍流といえる側面をもったハイブリッドMSとなった。旧フリーダムの数倍に値する超高性能化を果たし、C.E.73年の最新鋭機であるレジェンドやデスティニーに匹敵する、当時最強クラスのスペックを獲得。単機で敵部隊の機動制圧・遊撃を遂行する近距離・中距離戦闘用万能MSとして完成された。なお、最強クラスと言われるスペックを獲得できたのは、非凡きわまるパイロットの非凡な要求に答えるために、非凡きわまるMSを生み出そうとした技術者たちの努力があったからである。
「ストライクフリーダム」の名はラクスによる命名であり、キラが望まずも再度戦場に立つときの新たなる剣としての「祈り」の意味を込めて、キラとともに戦場を駆けたストライクとフリーダムの名が組み合わせられている。
キラに託された本機は、ザフト対地球連合の戦争を終わらせる最後の切り札として実戦投入され、その驚異的な戦果は名実ともにC.E.73時点における史上最強のMSとして評価されることになる。

### 機体構造（ストライクフリーダム）
頭部
スーパードラグーンや増強された火器の情報需要に対応するため、情報処理能力を強化した多層マルチアレイ式複合センサーが採用されている。
頭部ブレードアンテナ基部にはイタリア語による数字標記（20を表す「venti」）、『DESTINY』第3期OPでのブレードアンテナ基部には、“Liberta Modifica（自由・改変）”の文字が書かれている。
装甲
VPS装甲による優れた耐弾性を得つつ、各部の外部装甲を内部骨格の動きに連動して可変移動させる機構が採用されている。内部骨格の動きに連動させた外部装甲可変移動機構は、限りなく人体に近い可動と高い機動力を実現した機構である一方で、装甲間に隙間を生み、防御力の低下を招く機構でもある。量子コンピュータによる戦闘シミュレーションでは被弾率0には成らなかったものの、防御力の低下という不利点より運動性の向上という利点の方が大きいと判断され、さらに開発を担当した技術者たちのキラに対する絶大な信頼が後押しもあって導入に踏み切られた。この判断は正しく、実戦でのキラの操縦技術はシミュレーションデータを凌駕しており、防御力低下に問題がないどころか、もしこの機構が導入されていなかった場合、キラの反射速度に機体が追随できなかったであろうことが判明している。また、この外部装甲可変移動機構は機体内部に漏れ出た光の排出にも寄与する。同システムは本機の成功によりデータが潤沢となったため、エースパイロット専用に同様のシステムを導入した機体も作られ始めている。
フレーム
外装と同じく内部骨格部材もPS装甲材で構成されており、アクティブ状態では金色に着色し、人体のように柔軟な駆動性をもたせる。また、キラの反射速度の高さは、設計限度目一杯の負荷を機体にかけるため、高機動に耐えるべく、各部に振り分けられたパワーが関節部のPS装甲から発光現象となって漏れ出す。
コックピット
内装やOSは旧フリーダムと同じ系列。同様にマルチロックオンシステムによる多彩な火器の運用を可能としている。その反面、操縦には肉体的・精神的な負担が発生しており、このコックピットシステムの性能を発揮するためにはキラやアスランのようなコーディネイター内でもトップクラスの人材を必要としている。
動力
ハイパーデュートリオンエンジンを採用。各種兵装やシステムのための膨大な電力を、半永久的にまかなっている。

### 武装（ストライクフリーダム）
MMI-GAU27D 31mm近接防御機関砲
旧フリーダムのピクウスと同じく頭部に2門を内蔵。機構の内装に大きなスペースを必要とするという理由から排除する案も出されたが、実弾兵器に対する信頼の強さから最終的に残された経緯がある。劇中未使用。
MA-M21KF 高エネルギービームライフル
旧フリーダムに装備されたルプスの改良型。両手で計2挺を携行し、前後に連結した長射程・高出力モードにもなる。複数敵機に対する攻撃に加え、遠-近距離戦といったあらゆる状況に対応する装備であり、使いこなすには、適切な状況判断を行うことが必要とされる。非使用時は、腰部サイドスカートをリアスカートに移動させた空きスペースに懸架される。弍式でも引き続き採用されている。
MA-M02G シュペールラケルタビームサーベル
MA-M01ラケルタの改良モデル。レール砲の側面に懸架される。セカンドシリーズ各機に採用されたヴァジュラ系ビームサーベルに対抗するために強化された。M01同様、2基を連結させた「アンビデクストラス・ハルバード」としても使用可能だが、キラが二刀流の高速戦闘を得意としていたため、未使用のままとなっている。「シュペール」はフランス語で「スーパー」の意味。
MX2200 ビームシールド
両腕部に装備された陽電子リフレクターシールド発生装置。ハイペリオンに搭載されていたモノフェーズ光波防御シールドに、さらなる改良が加えられて完成した。従来の実体式シールドよりも防御機能ははるかに向上し、同時に総重量の軽減にも寄与している。
MGX-2235 カリドゥス複相ビーム砲
アビスのものと同型の腹部内蔵型大出力ビーム砲。ハイパーデュートリオンエンジンからのエネルギー供給により威力と連射性能が向上している。固定装備のため機体正面にしか撃てないが、本機の武装内でも特に高い威力をもち、また構えずに撃てるため、乱戦などでは使い勝手が良い。砲口はフレーム同様の金色にフェイズシフトする。コックピット直下にこの兵装が搭載されたことに伴い、コックピットとの間を遮蔽する超高精度鏡面壁とエネルギー防壁が完備され、不測の事態からパイロットを保護している。『DESTINY』本編ではデスティニーの高エネルギー長射程エネルギー砲と互角の撃ち合いを演じる。
MMI-M15E クスィフィアス3レール砲
旧フリーダムのM15を発展させた両腰のレールガン兼AMBACユニット。砲の格納方式は従来の3つ折り式から2つ折り式に小型化されているが、威力はむしろ向上している。また、M15と同様ビームサーベルラックおよびスラスターユニットとしての機能も有している。ビームライフルを両腰に懸架する際はスカートごとリアアーマーに回転収納されるため使用不可能となる。
EQFU-3X スーパードラグーン 機動兵装ウイング
ヴォワチュール・リュミエールシステム兼武装プラットフォームの機能をもつ、背部の兵装内蔵式可変翼。オールレンジ攻撃用の子機であるスーパードラグーンを懸架していることからこの名で呼ばれる。高出力の兵装を多数搭載するため、高品位・大容量パワーコンジットを内蔵した強度の高い大型マウントアームによって本体と接続されている。
ヴォワチュール・リュミエールシステム
スターゲイザーに搭載されていた惑星間航行用推進システムの発展形である光パルス高推力スラスター。その繊細な操作には優れた判断力と熟練が要求されるため、キラ以外が性能を最大限に発揮することは困難である。本機に搭載されたタイプは武装プラットフォームからスーパードラグーンをパージすることで、スラスターを最大限に活用することができ、基部から青白い光の翼を放出し、より驚異的な高速戦闘が可能となる。D.S.S.D.は民間の非軍事組織であるが、ザフトが同システムの基礎技術を共有していたことから搭載に漕ぎ着けた。
システムのほかにも、ウイング部に赤色の「ウイングスラスター」を設けている。
スーパードラグーン
武装プラットフォームに合計8基装備されたドラグーン攻撃端末。第二世代ドラグーンをベースとしながら、キラの空間認識力に合わせて改良を加えたモデルとも評される。旧フリーダム以上の同時マルチロックオン能力と、変幻自在のオールレンジ攻撃能力を獲得しているが、マルチロックオンシステムの制御とスーパードラグーンの誘導には、膨大な量の情報処理をパイロットに要求するため、キラでなければ性能を最大限に発揮させることは不可能である（ただし劇場版ではアスランも使用している）。なお、地上での分離使用はできない。
MA-80V ビーム突撃砲
スーパードラグーン先端部に内蔵されたビーム砲。放出される荷電粒子をビームソードのように砲口前方に固定することで、格闘兵装として用いることも可能である。カオス、ガイアに搭載された「MA-81R」と同系列の装備。劇場版に登場する弐式ではバリア展開機能が追加され、３機あわせて三角形のビームシールドを展開する。
ハイマットモード
旧フリーダムより引き継がれた形態。機動兵装ウイングを展開することで姿勢制御を行い、機体に高い運動性をもたらす。
フルバーストモード
同じく旧フリーダムより継承。腰部レールガンやビームライフル、スーパードラグーンといった火器類を前面に展開した状態。

### 劇中での活躍（ストライクフリーダム）
第39話から登場。ザフト軍グラスゴー隊の攻撃を受けるエターナルに艦載されており、カガリから借りたストライクルージュをかつての自分搭乗時のストライク仕様にしてブースター付きで救援に駆けつけたキラの手に渡った本機は、バルトフェルドがガイアで出撃し応戦して苦戦していた、ザクウォーリアやグフイグナイテッドなど全25機のMSをわずか2分で攻撃不能にし、ナスカ級3隻からなる艦隊を戦闘不能に追い込む。
オペレーション・フューリーではラクスを乗せたインフィニットジャスティスをエスコートしながらオーブ海上に降下し、シン・アスカ駆るデスティニーにより撃墜寸前まで追い詰められていたカガリのアカツキに加勢し、デスティニーが撤退するまで防衛を果たす。続いて、レイ・ザ・バレル駆るレジェンドと組み補給を終え再出撃したデスティニーからの挟撃に遭うが、アスランが搭乗したインフィニットジャスティスの加勢で危機を脱しレジェンドとの交戦に専念。その間ロード・ジブリールが宇宙へ逃走し、戦略目標を失ったザフトが撤退したためオーブ防衛に成功する。
その後、新たに組織されたオーブ軍第2宇宙艦隊の所属機となった本機は、大量破壊兵器レクイエムを排除するために出撃（メサイア攻防戦）。地球に残ったカガリに代わって現場の最高指揮官となったキラ准将の乗機として序盤から多勢を相手に奮戦し、ミーティアを用いインフィニットジャスティスとの共闘などでステーションワンの破壊に成功する。そのままダイダロス宙域へと向かい戦闘が佳境を迎えると、ミーティアをパージし宇宙要塞メサイアから出撃してきたシンのデスティニー、レイのレジェンドを筆頭とする増援MS部隊などと交戦。ほどなくして、侵攻の遅延を打開するべく、自機と母艦のエターナルやドムトルーパー隊を残しての全軍先行を指示（命令）し、ザフト軍から離反したジュール隊などの加勢も受けながらメサイア増援部隊の足止めに従事する。そうして、レクイエムに猛進していったインフィニットジャスティスを追ってシンのデスティニーが離脱していくと、同じようにシンにアスランの追撃を指示しストライクフリーダムとの対決を買って出ていたレイのレジェンドが立ち塞がり、かつてのクルーゼ駆るプロヴィデンスのイメージと重なる因縁じみた一騎討ちに突入するが、最終的にフルバーストの一斉射で胴体（バイタルエリア）のみを残す大破に追い込んで退ける。その後、再びミーティアを用いてエターナルとともにメサイアを攻撃し完全破壊する。
『FINAL PLUS 選ばれた未来』で追加され、『スペシャルエディション完結編 自由の代償』にも引き継がれた新規エピローグでは、オーブ・プラント間の終戦協議を経て最高評議会から招聘を受けたラクス・クラインが座乗するエターナルに随伴する場面が描かれる。
『DESTINY』終了から1年後のC.E.75年を描いた映画『機動戦士ガンダムSEED FREEDOM』では、本編開始の半年前にアークエンジェルに引き渡された本機がテロリストに奪われて破壊活動を行う「フリーダム強奪事件」が発生。現場に駆け付けたファウンデーション王国の女王親衛隊「ブラックナイトスコード」（ブラックナイツ）のMS部隊によって本機は鎮圧され、このときに受けた損傷の修復と並行して、後述の「ストライクフリーダム弐式」へと強化される。

### ストライクフリーダムガンダム弐式
『機動戦士ガンダムSEED FREEDOM』に登場。
「フリーダム強奪事件」で破損したストライクフリーダムに、新型融合炉の搭載や操縦系の更新などを行った改修機。従来型の駆動系を採用しつつ外装の形状が一部変更され、内部も後述のプラウドディフェンダーとの合体（エンゲージ）を想定した構造になっている。コックピットは世界平和監視機構「コンパス」所属機共通の全天周モニター方式に換装され、さらにメインシート右横に展開式のサブシートも増設されている。
武装はビームライフルや機動兵装ウイングを除く各部が更新され、ビームサーベルの位置が初代機と同じサイドスカート上部に変更されたことで、スペースが空いたスカート側面やリアスカートに直接ライフルを懸架することが可能になっている。さらにビームを無効化するブラックナイトスコードのフェムテク装甲（FT装甲）対策として、ゲルググメナースが装備する実弾砲「試製35式レールガン」が2挺追加されている。
しかしながら、ファウンデーション側のブラックナイトスコード各機に対しては依然として旧式機であり、機体を管理していたエリカ・シモンズからは、同じ改修機であるデスティニーSpec IIやインパルスSpec IIと総じて「心許ない」と不安視される。

#### プラウドディフェンダー
設計者のキラと、スーパーミネルバ級MS惑星強襲揚陸艦「ミレニアム」の技術者であるアルバート・ハインライン以下「コンパス」開発部が完成させた新型ウイング。バイクのような姿勢で搭乗する独特のコックピットシートを備える。
本来はライジングフリーダム用の装備であるが、ドッキングシステムの不具合から開発の遅れており、ライジングフリーダムの大破により急遽弐式用に変更するが、不具合は完全に解消出来ずマニュアルによる微調整が必要であり、それを補うために有人機に改修するが突貫的なためにセンサーの搭載箇所の狭いスペースにしかコックピット設けられないためバイクの様なシートに最低限に前左右のモニターにタブレットの様な計器デスプレイになってしまっている。またパイロットであるラクスの不慣れな操縦を補助する目的で、ミレニアムに乗艦するアルバート自身が合体に至るまでの操作を遠隔支援する。

#### マイティーストライクフリーダムガンダム
ストライクフリーダム弐式の背部機動兵装ウイングをプラウドディフェンダーに換装した姿。ディフェンダーのパイロットであるラクスは、合体後にコックピットから出て機外を経由したうえで、弐式側のコックピットに移乗してサブシートに座る。精神感応で制御されるウイングのナノ粒子は、特定波長の電磁波を吸収して高電圧の雷を発生させ、敵からの攻撃を防ぐと同時に雷撃に変換するという「ディフェンダー」の名にふさわしい機能をもつ。実戦ではブラックナイツと同じアコードであるラクスの脳波を介して制御され、マルチロックオンによって多数の敵機や敵艦を撃破する。さらに、エネルギー消費量の問題から弐式単体では使用不能だった額アンテナ基部に搭載された「EQM-Y148 収束重核子ビーム砲ディスラプター」が起動可能となり、ビームを照射された物質の原子は崩壊すると同時に核分裂を抑制され、従来のような爆発的反応を生じることなく分解・消失する。なお、防御不能の究極兵器である特性もあって、実際に使用するには「コンパス」総裁であるラクスの承認を必要とする。また近接武装として、ディフェンダーの機首右側に日本刀型実体剣「対艦刀フツノミタマ」を備える。

#### 劇中での活躍（弐式、マイティー）
オーブ・アカツキ島の地下ドック内で、デスティニーSpec IIやインパルスSpec IIとともに性能評価試験用に保管されていたところを、エリカの手配によってキラたちに供給され、オノゴロ島に停泊していたミレニアムに搭載されて宇宙に進出する。ファウンデーション軍に拉致されアルテミス基地に幽閉されたラクスの奪還作戦では、キラが救出に向かう時間を稼ぐ囮役としてアスランがパイロットを代行する。キラがパイロットに復帰してからは、敵のブラックナイツ近衛師団長シュラ・サーペンタインが搭乗するブラックナイトスコード シヴァ、加勢に参じたファウンデーション宰相オルフェ・ラム・タオとブラックナイツ国務秘書官のイングリット・トラドールが搭乗するブラックナイトスコード カルラの猛攻によって各部の武装を破壊され、機体も耐衝撃限界によるPSダウンに追い込まれるが、ズゴックに偽装したアスランのインフィニットジャスティス弐式に救われ、駆け付けたプラウドディフェンダーとドッキングしてマイティーストライクフリーダムとなる。広域放電攻撃によって大量の敵機や軌道間全方位戦略砲「レクイエム」の中継衛星を、ディスラプターの出力80パーセント射撃によってメサイアの残骸ごとカルラの大型ドラグーン「ジグラート」3機を破壊するとともに、カルラの攻撃を無効化しつつ圧倒し、ディスラプターの接射とフツノミタマによる刺突攻撃で撃破する。戦闘終結後は、地球にあるオーブの孤島へと降下する。

## ライジングフリーダムガンダム
『機動戦士ガンダムSEED FREEDOM』に登場。
ストライクフリーダムの運用データをもとに開発された「コンパス」の新型機。機体設計はオーブ、武装の開発・製造はプラントの各メーカーが担当するなど、国家・体制の枠を超えた最新技術が集結しており、ストライクフリーダムなどよりも小型化が進んでいる。イモータルジャスティスと共通構造のフレームや新仕様の全天周モニター式コックピットを採用しており、運用方法に応じた機体や武装のバリエーションを生み出せるマルチロール的な特性をもつ。さらに地球と宇宙を往還する「コンパス」の活動範囲に対応すべく、イモータルジャスティスとともにムラサメの可変技術を導入した飛行型MAへの変形機構を有しており、単機での大気圏突入、および母艦から発射された陽電子砲のポジトロニック・インターフェアランスによる空気抵抗減少を利用した離脱を行うことも可能としている。作中でのコックピットモニターのOS起動表示画面では、連合軍・モルゲンレーテ社製のバッテリー駆動機と同じGeneral Unilateral Neuro-link Dispersive Autonomic Maneuver (G.U.N.D.A.M COMPLEX) が用いられている。

### 武装（ライジングフリーダム）
歴代系列機のように遠距離用武装に比重が置かれており、ウイングと全砲門を同時展開したハイマットフルバーストモードも継承されている。
MMI-GAU30 31mm近接防御機関砲 シュラークファング
歴代系列機と同じく頭部左右に2門を内蔵。
MA-M727A3 高エネルギービームライフル
イモータルジャスティスと共通品である携行式ビーム砲。
MA-FZ51 ヴェルシーナ ビームサーベル
歴代系列機と同じく両腰アーマー上部に懸架され、柄の連結機能も継承されている。
RQM73 フラッシュエッジG-3 シールドブーメラン
両側面から展開するウイング前縁部分と上部先端に計3基のビームブレイド発生器を備えたシールド兼射出兵装。大気中でも単独で高速飛行し、ビームブレイドで敵機を切り裂き、高い機動性と攻撃力を備える。MA時はビームライフルの固定を兼ねて機体底面（胴体前面）に配置されるが、取り外した状態の大気圏突入にも対応している。
MMI-X525 インフェクタス ビームシールド
ストライクフリーダムと同じく両前腕装甲に発生器を内蔵する。
MMI-M2020 ヴァイパー3 レールガン
歴代系列機と同じく両腰アーマーに装備されており、砲身の中間部分がスライドして伸長する新構造が採用されている。
MA-BBF75 400mm超高インパルス砲 シュトゥルムスヴァーハー
初代フリーダムのバラエーナと同じく、ウイングの中間部分に挟み込むようにして装備される。

### 劇中での活躍（ライジングフリーダム）
ミレニアム所属のヤマト隊隊長を務めるキラの搭乗機として地上の各地を転戦。デストロイやウィンダム、105ダガーなどで構成されるブルーコスモス残党のゲリラ部隊を単機で斬り込み次々に撃破していく。ファウンデーションとユーラシア連邦の軍事境界線上にあるエルドア地区では、シンのイモータルジャスティスとの連携でも多数撃破する活躍を見せる。ファウンデーション軍と共同でブルーコスモス残党の鎮圧および指導者ミケールの捕縛作戦にあたるが、ブラックナイツの謀略で精神操作されたキラがミケールの幻影を追ってユーラシア領へ侵入したことから、責任問題を追及されたラクスの苦渋の選択により反逆者認定されてしまう。正気に戻るも状況が理解できず動揺するキラの不意を突き、ブラックナイトスコード各機と無人機達からの集中攻撃を浴び、直ちにライフルと実体シールド、左背面ウイングを破壊され、戦闘力・機動力を大幅に失う。さらに本機の機動性が発揮しにくい狭い地形へと追い込まれ、ラクスから切り捨てられたと思い込んだキラの精神的ダメージなどから、機体とパイロットの本領を発揮できないまま次第に追い詰められていく。最後はシュラの駆るシヴァとサーベルでの一騎討ちとなりレールガンまで切り裂かれ防戦一方となった挙句、シュラの猛攻に貯蔵エネルギーを限界近くまで消耗する。右腕を切り落とされ、近接短針投射システムの一斉射を浴びると同時にPSダウンを起こし、貫いた針がコックピット付近まで貫通するもキラは身をかわしギリギリのところでこれを回避する。しかし、その直後にファウンデーション側に寝返ったアグネス・ギーベンラートのギャンシュトロームに残りの腕と両足を切り裂かれ大破する。キラが脱出した後の機体は、そのまま核爆発に巻き込まれ消失する。